# 箙 (数学)

箙の例

数学、特に結合代数の表現論において箙（えびら）あるいはクイバー（英: quiver）とは、多重辺とループを許す有向グラフのことである。P. Gabrielによって1972年に導入された。代数的閉体上の任意の有限次元代数は、ある箙から定まる道代数の商代数と森田同値になる (Gabriel)。

## 定義
集合 V, E と写像 s, t: E → V が与えられたとき、組 Q = (V, E, s, t) を箙という。このとき V の元を頂点、E の元を辺あるいは矢という。また辺 α ∈ E に対して頂点 s(α) を始点、t(α) を終点という。
(V, E) は (Q0, Q1) や (I, Ω) とも書かれ、s, t は out, in とも書かれる。
頂点集合 V と辺集合 E が共に有限集合のとき、箙 Q は有限であるという。また、各頂点を出入りする辺が有限個であるとき、箙は局所有限であるという。
辺の列 α1, …, αn ∈ E が条件 t(αi) = s(αi + 1) (1 ≤ i < n) を満たすとき、辺の列 α1, …, αn を道という。このとき n ≥ 1 を道の長さ、頂点 a = s(α1) を道の始点、b = t(αn) を道の終点という。この道を記号で以下のように表す。
{\displaystyle (a|\alpha _{1},\dotsc ,\alpha _{n}|b)}
ここで、頂点 v ∈ V のことを便宜的に長さが 0 の（自明な）道といい、その始点と終点は v と定める。上と同様にこれを (v||v) と表す。

## 道代数
箙 Q に対して、長さ 0 以上の道からなる集合を基底とする体 k 上の自由線型空間を kQ とおく。ここで道 (a|α1, …, αn|b) と (c|β1, …, βm|d) に対して以下のように積を定める。
{\displaystyle (a|\alpha _{1},\dots ,\alpha _{n}|b)(c|\beta _{1},\dotsc ,\beta _{m}|d)={\begin{cases}(a|\alpha _{1},\dotsc ,\alpha _{n},\beta _{1},\dotsc ,\beta _{m}|d)&(b=c)\\0&(b\neq c)\end{cases}}}
この代数 kQ を道代数（英: path algebra）という。

## 箙の表現
箙 (I, Ω) の表現とは，I-次数付きベクトル空間 (Vi)i ∈ I と線型写像 (φα: Vout(α) → Vin(α))α ∈ Ω の組である．
この表現 V が有限次元であるとは，各ベクトル空間が有限次元であることであり，このときその次元ベクトル dim V とは (dim Vi)i ∈ I のことである。
2つの表現の間の射は適切な整合条件を満たす線型写像の組であり、表現の全体はアーベル圏をなす。
とくに oriented cycle をもたない有限な箙については，その単純加群、直既約射影加群、直既約移入加群が極めて容易に分類できる。
有限群と群環の場合と同様、箙の表現から道代数の表現を作ることができ、逆に道代数の表現から箙の表現が得られる。

## 有限次元代数の表現論との関係
有限な箙 Q のすべての辺から生成される道代数 kQ の両側イデアルを R とおく。このとき、道代数 kQ の両側イデアル I が認容的（英: admissible）であるとは、
{\displaystyle R^{m}\leq I\leq R^{2}}
となる自然数 m ≥ 2 が存在することをいう。
代数的閉体 k 上の任意の有限次元代数 A に対して、有限な箙 Q とその道代数 kQ の認容的イデアル I が存在して、有限次元代数 A は商代数 kQ/I と森田同値である。

## ガブリエルの定理
ガブリエルの定理は、有限な箙の表現とディンキン図形とを結びつける。